# بيتر كويكه فان أيلست
بيتر كويكه فان أيلست (بالهولندية: Pieter Coecke van Aelst) وهو رسام فلاميشي ولد في يوم 14 أغسطس 1502 وقد كان رسام البلاط الملكي الخاص عند الإمبراطورية الرومانية المقدسة وعند الإمبراطور كارلوس الخامس في سنة 1534 وقد تلقى تعليمه من برنارد فان أورلاي وقد عاش في إيطاليا قبل مجيئهِ إلى أنتويرب حيث كان عضواً في نقابة القديس لوقا من سنة 1527 إلى سنة 1533 وثم سافر إلى القسطنطينية وحاول هناك بيع أعماله إلا أنه فشل ليعود إلى بروكسل وفتح معرض هناك في سنة 1544 وقد علم أيضاً بعض الرسامين منهم جيليس فان كونينكسلو ووليام كاي وهانس فريدمان دي فرايس وميشيل كوكسه وربما بيتر بروغل الأكبر وألذي قام بالتزوج من إبنته مايكين وقد توفي بيتر في سنة 1550.